# Joseph Anton Julius Schill
Joseph Anton Julius Schill (* 4. April 1821 in Neuershausen; † 18. Februar 1880 in Freiburg im Breisgau) war ein deutscher Philologe und Geologe.
Bedingt durch einen mehrjährigen Aufenthalt in Stockach  sammelte er Fossilien und Gesteine und beschrieb die Geologie der Umgebung in der Abhandlung: Die Tertiär- und Quartärbildungen des Landes am nördlichen Bodensee und im Höhgau. Danach war er in Karlsruhe und Freiburg im Breisgau tätig. Er war Mitarbeiter und Kartograph für das Statistische Bureau in Baden und für die geologische Landesaufnahme zuständig, er erstellte u. a. das Blatt Waldshut (1867). Ebenfalls zu seiner Zeit für das Amt tätig waren Philipp Friedrich Platz und Wolfgang Moritz Vogelgesang. Befreundet war er mit Fridolin Sandberger. Durch Funde von Flussgeröllen auf Hochflächen schloss er auf die Wutachabweichung.